# Regioni dell'Eritrea

Regioni dell'Eritrea

Le regioni dell'Eritrea (zoba) sono la suddivisione territoriale di primo livello del Paese e sono pari a 6. Ciascuna di esse si articola a sua volta in distretti. 
Ogni regione dispone di una propria assemblea parlamentare e di un proprio amministratore nominato direttamente dal Presidente della Repubblica. Gli amministratori regionali partecipano alle riunioni del governo, mentre i parlamenti regionali sono competenti nelle materie concernenti l'amministrazione locale (come eventi culturali, manutenzione ed evoluzione delle infrastrutture, protezione dell'ambiente).

## Lista
| Localizzazione | Regione                              | Capoluogo | Popolazione (1995) | Superficie (Km2) |
| -------------- | ------------------------------------ | --------- | ------------------ | ---------------- |
|                | Regione dell'Anseba                  | Cheren    | 400 846            | 23 200           |
|                | Regione Centrale o Maekel            | Asmara    | 502 300            | 1 300            |
|                | Regione di Gasc-Barca                | Barentù   | 515 667            | 33 200           |
|                | Regione del Mar Rosso Settentrionale | Massaua   | 392 653            | 27 800           |
|                | Regione del Mar Rosso Meridionale    | Assab     | 189 627            | 27 600           |
|                | Regione del Sud o Debub              | Mendefera | 702 502            | 8 000            |

## Evoluzione storica
La prima suddivisione amministrativa dell'Eritrea, entrata in vigore con l'indipendenza (nel 1993) prevedeva una suddivisione del paese in 10 province; questa suddivisione era basata su quella in vigore durante l'epoca coloniale (quando l'amministrazione italiana era organizzata secondo uno schema a 9 province). Nel 1996 la suddivisione fu completamente ridisegnata, e le province presero il nome di regioni. Questa operazione, che cancellò gli antichi confini storici interni al paese, fu criticata dagli oppositori del governo.